# Žirovnica (Žirovnica, Slovenija)
Žirovnica je naselje u slovenskoj Općini Žirovnici. Žirovnica se nalazi u pokrajini Gorenjskoj i statističkoj regiji Gorenjskoj. 

## Stanovništvo
Prema popisu stanovništva iz 2002. godine naselje je imalo 550 stanovnika.